# 吉利占泰
吉利占泰（1905年—1961年），號雲亭，蒙古族，察哈尔省錫林郭勒盟烏珠穆沁右旗人，中华民国大陆时期、中华人民共和国内蒙古政治人物、学者。

## 生平[3][4][5][6][7]
- 錫林郭勒盟盟長索諾木喇布坦代表。
- 曾任錫林郭勒盟駐張家口辦事處處長、中國國民黨察哈爾省蒙旗黨務特派員。
- 民國卅六年（1947年）1月4日，察哈爾省盟旗文化福利委員會在張家口成立，吉利占泰為駐會委員。
- 民國卅七年（1948年），當選蒙古立法委員，出席第一屆第一會期內政及地方自治委員會、經濟及資源委員會、邊政委員會。
- 民國卅八年（1949年）赴阿拉善旗參加德穆楚克栋鲁普發動的蒙古自治運動。歷任蒙古自治籌備委員會委員、蒙古自治政府保安委員會委員、蒙古軍第二師師長。[2]
- 1950年4月1日，在寧夏投誠中國人民解放軍。随后在蘭州西北民族學院任教。[8][9]1950年代返鄉，在西烏珠穆沁旗文化局等機關工作。[2]
- 1961年于家乡逝世。[2]
- 1966年，台灣的立法院查明行蹤不明委員情況，以留居大陸並經行政院調查局查明附匪，內政部依法註銷其名籍。[10]